# Wildenburg (Wingene)
Wildenburg is een dorp van de gemeente Wingene in de Belgische provincie West-Vlaanderen. Het ligt op enkele kilometers ten noorden van het centrum langs de weg van Wingene naar Beernem.

## Bezienswaardigheden
- De Sint-Joriskerk, in 1860 door familie van der Bruggen als familiekapel opgericht. In 1897 werd de kapel een parochiekerk.
- Landhuis Blauwhuis, in de 16de eeuw gebouwd door Jan Wyts de jonge (+1533), voorvader van het geslacht Wyts de la Boucharderie. Vlakbij liggen de Blauwhuisbossen.

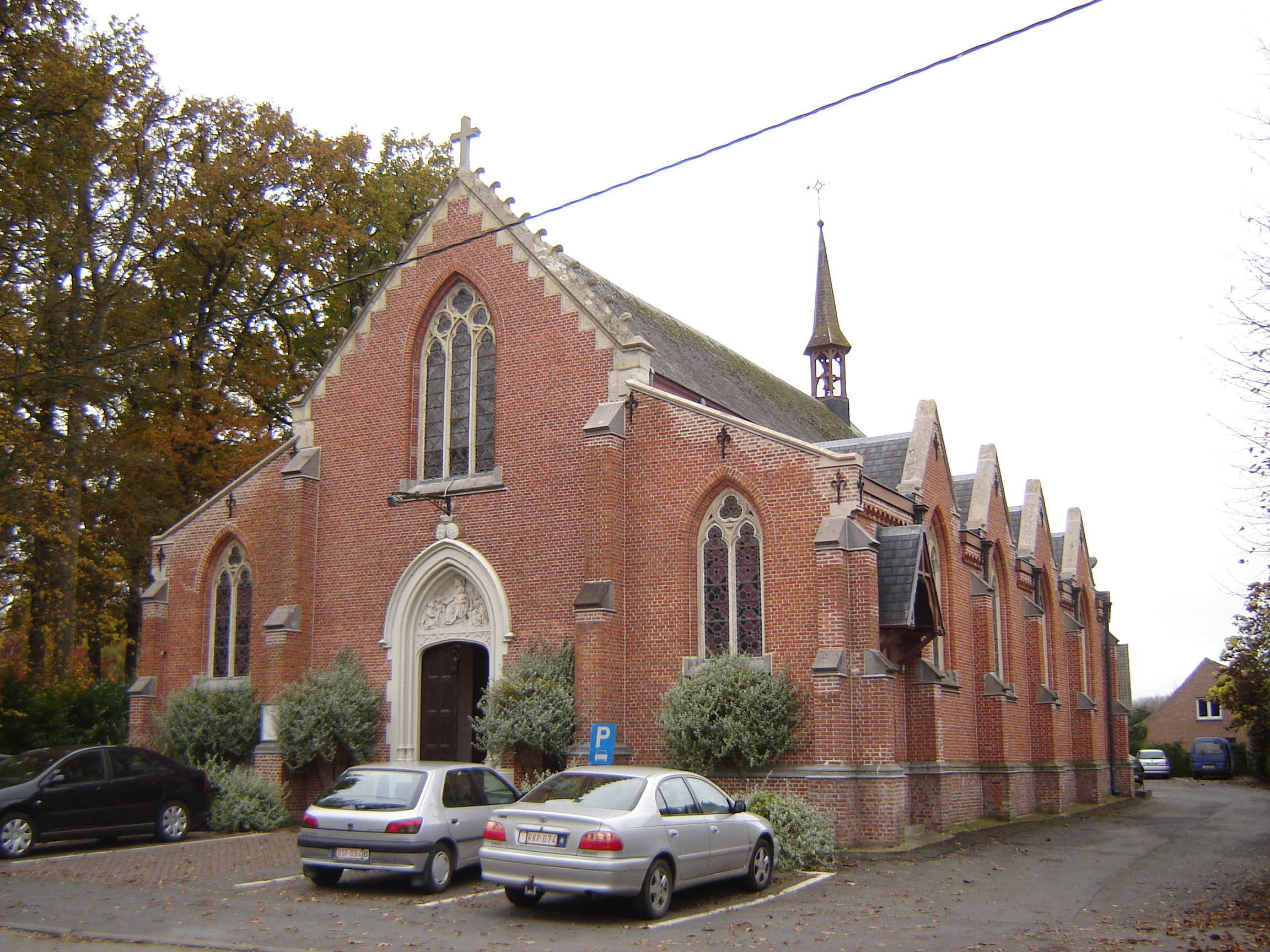
Sint-Joriskerk

- Kasteel Wildenburg
- Vrije Basisschool - Wildenburg

## Geschiedenis
De heerlijkheid van Bulskamp, later ook Wildenburg genoemd, werd reeds in het leenboek van het kasteel van Kortrijk in 1365 vermeld als veld "wesende den meestendeels bevyvert". Als eigenaar werd een zekere Ingelram Hauweel vermeld. In 1470 was een zekere Jacob Pudemoortere heer van Wildenburg en in 1484 verkocht Olivier (de) Pudemoortere de heerlijkheid aan Pieter Metteneye de jonge (+1495), zoon van Pieter Metteneye de oude, ridder en lid van de raad van de hertog van Vlaanderen. Pieter werd net als zijn vader te Brugge begraven in de Sint-Donaaskerk onder een vloerzerk met koper waarop de figuren van vader en zoon (en hun echtgenotes) afgebeeld stonden evenals hun wapenschilden. In 1490, volgens de bewaarde baljuwrekening, verkocht hij de heerlijkheid, 292 bunders groot, voor 560 pond groten aan "Jehan Wyds", zoon van Willem, die bij het begin van de 15de eeuw heer was van het leen "ghenaempt d'Heerlickheit van Bulscamp, geleghen in de prochie van Wynghene" aldus een document uit 1502. De vader van Jan, Willem Wyts (de oude), was een zoon van Eustachius Wyts die halfweg de 15de eeuw behoorde tot de begoede poorters van Brugge. Eustachius was raadgever van Philips de Goede (hertog van Bourgondië), daarna raadslid (1451) en schepen (1462) te Brugge en ten slotte baljuw te Damme, waar hij begraven werd.
Jan Wyts de oude, zoon van Willem, werd door Sanderus (1644) genoemd als de bouwer van de eerste (heren)woning op de heerlijkheid ("praetorium primitus ibi aedificatum fuit a Joanne Wyts") te Wildenburg. Zoals uit tal van rekeningen van de zes- en zeventiende eeuw blijkt lagen er in dit deel van Wingene veel vijvers, die lange tijd door de familie Wyts werden gepacht en in uitbating gehouden. Jan was schildknaap van Maria van Bourgondië en Maximiliaan van Oostenrijk en werkte voor de Grote Raad van Mechelen.
De familie Wyts de la Boucharderie bleef gedurende meer dan twee eeuwen eigenaar van de heerlijkheid met herenwoning.
In 1816 kocht Jacob Lieven van Caneghem het ganse domein Wildenburg. Door verdere aankopen bedroeg het geheel ongeveer 750 ha. Het domein van de oude heerlijkheid ging over op zijn dochter Jeanne Van Caneghem (1789 - 1861). Zij huwde bankier Eugène Joseph de Naeyer (°1786, +Parijs 1842) en de erfenis ging over op hun dochter Georgina de Naeyer (1815-1873). Zij huwde met Frederic Van der Bruggen (1804-1872) en hun zoon Maurice Van der Bruggen erfde daarop de eigendom. Tot het einde van de 20ste eeuw bleef de familie Van der Bruggen eigenaar van het Blauwhuis en een groot deel van het domein.

## Bekende personen
- Robrecht Stock (1904 - 2000)
- Maurice Van der Bruggen (1852 - 1919)

## Nabijgelegen kernen
Beernem, Sint-Joris, De Hille, Egem, Tielt, Schuiferskapelle